# هایلند لیک (آلاباما)
هایلند لیک (به انگلیسی: Highland Lake) شهری در شهرستان بلاونت ایالت آلاباما است که مساحت آن ۵٫۱۵ کیلومتر مربع است و در سرشماری سال ۲۰۱۰ میلادی، ۴۱۲ نفر جمعیت داشته و تراکم جمعیتی آن، ۸۰ نفر در هر کیلومتر مربع بوده است.